# Afu Billy
Afu Lia Billy (geboren 1959 in Kwai, Malaita) ist eine salomonische Frauenrechtsaktivistin und Schriftstellerin. Seit den späten 1970ern kämpft sie für Frauenrechte und gegen Gewalt gegen Frauen. Sie arbeitete dabei mit verschiedenen lokalen und internationalen Nichtregierungsorganisationen zusammen.

## Leben

### Jugend und Ausbildung
Afu Billy wurde 1959 auf der kleinen Insel Kwai, in der Provinz Malaita auf den Salomonen geboren. Ihre Eltern, Ariel Billy und Crystal Ufariaia, waren evangelikale Führer der South Seas Evangelical Church. Billy beschreibt ihre Erziehung als „strict“ (streng). Sie wurde zu ihrem Onkel in die Hauptstadt Honiara geschickt, um dort eine bessere Ausbildung zu erhalten. Sie war die einzige in ihrer Familie, die die Highschool besuchte und gehörte damit zur ersten Generation Frauen in den Salomonen, die Zugang zu weiterführender Bildung hatten.
Billy wurde mit Anfang 20 verheiratet und hatte zwei Töchter. Ihr Ehemann wurde im Verlauf der Ehe gewalttätig und sie strengte eine Scheidung an auch trotz der Ablehnung in ihrer Familie.
Nach ihrer Scheidung ging sie an die Charles Sturt University in Australien, wo sie mit einem Bachelor in Business Management abschloss.

## Aktivismus
Billy engagiert sich seit langem in verschiedenen Frauengruppen in den Salomonen. Sie war Mitbegründerin des Solomon Islands National Council of Women und war dort General Secretary von 1984 bis 1988. Sie gehörte seit 1979 auch zum Vorstand des Solomon Islands YWCA. Außerdem war sie eine der Vorsitzenden des Women’s Rights Action Movement und half bei der Gründung des Family Support Centre, einer säkularen Organisation, die sich gegen Gewalt gegen Frauen und Kinder einsetzt.
Sie hat auch für verschiedene Nichtregierungsorganisationen und Zwischenstaatliche Organisationen gearbeitet, unter anderem das Commonwealth Youth Programme, Save the Children Australia und United Nations Development Program.

## Politik
Bei den Wahlen 2001 zum Nationalparlament der Salomonen kandidierte Billy für den Wahlkreis East Malaita, als Kandidatin der Solomon Islands Alliance for Change. Sie verlor jedoch wegen zwei Stimmen gegen ihren Schwager Joses Wawari Sanga. 2006 kandidierte sie erneut erfolglos.
Erst 2014 kehrte sie in die Politik zurück. Sie schloss sich der People First Party als Jugendleiterin und Vizepräsidentin an.

## Schriftstellerische Tätigkeit
Neben ihrem Aktivismus arbeitete Billy auch als Journalist, unter anderem für den Governments Information Service (1978–1981). Sie half bei der Gründung des „Women’s Information Network“ Vois Blong Mere Solomon. Bis 1982 war sie auch Moderatorin eines Radioprogramms für die Solomon Islands Broadcasting Corporation: Olgeta Mere („Frauen“).
Sie verfasste auch fiktionale Texte, vor allem Kurzgeschichten. 1983 war sie Mitherausgeberin der Sammlung Mi Mere: Poetry and Prose by Solomon Islands Women Writers zusammen mit Hazel Lulei und Jully Makini. Die Sammlung enthält ihre Geschichten „Loke“ und „Against My Will“ („Gegen meinen Willen“).

## Familie
Billy hat zwei Töchter mit ihrem ehemaligen Ehemann sowie zwei Söhne aus einer früheren Beziehung.